# Barão de Renfrew
Barão de Renfrew é um título mantido pelo herdeiro aparente do trono britânico, atualmente o Príncipe William. Foi inicialmente mantido pelo herdeiro aparente escocês em 1404. Está bastante associado com o título Duque de Rothesay. Um ato do Parlamento escocês datado de 1469, confirmou o caráter de sucessão. 
Na Escócia, os barões mantêm títulos feudais, não pariatos: um lorde do Parlamento escocês equivale a um inglês ou barão britânico. Alguns, no entanto, afirmam que o Ato de 1469 efetivamente elevou o Barão de Renfrew à dignidade de um título de nobreza. Outros sugerem que o baronato tornou-se um título de nobreza sobre a união das coroas em 1603. Finalmente, alguns estudiosos afirmam que a incerteza em torno do texto do Ato de 1469 deixa o baronato como apenas uma dignidade feudal, não um pariato. O título de Lorde Renfrew foi utilizado pelo Príncipe de Gales, mais tarde Rei Eduardo VII e pelo Príncipe Eduardo, Duque de Rothesay, mais tarde Rei Eduardo VIII e Duque de Windsor, quando viajava a título privado ou quando desejava fazer visitas 'incógnitas'. 